# Franz Andreas Bauer

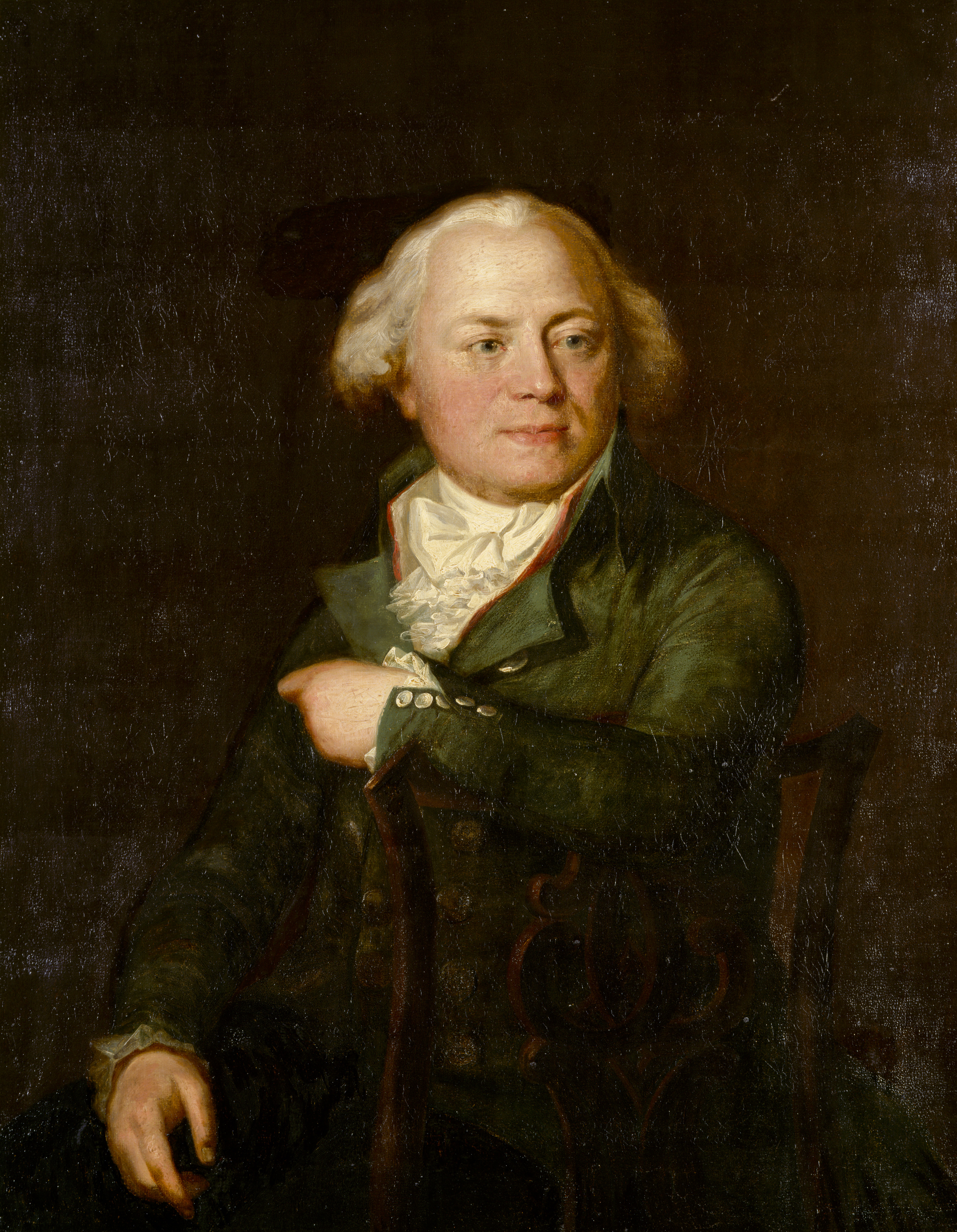
Franz Bauer, um 1800

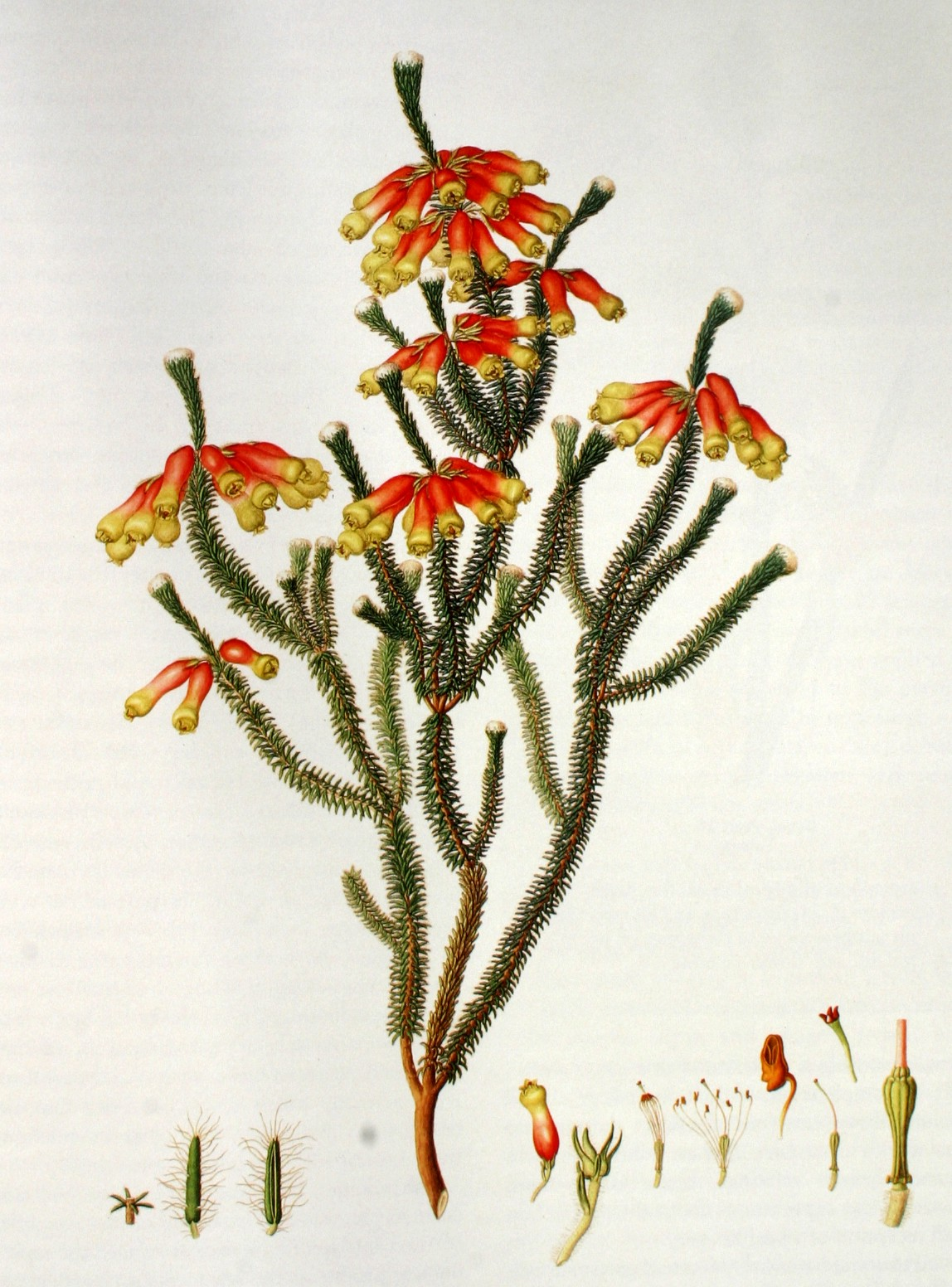
Illustration einer Erica-Art für das Werk Delineations of Exotick Plants

Franz Andreas Bauer, auch Francis A. Bauer (* 4. Oktober 1758 in Feldsberg, Niederösterreich; † 11. Dezember 1840 in Kew, London, Vereinigtes Königreich) war ein Maler, der hauptsächlich botanische Illustrationen anfertigte. Sein botanisches Autorenkürzel lautet „F.A.Bauer“.

## Leben und Wirken
Bauer war ein Sohn von Lucas Bauer. Der Vater, Hofmaler des Fürsten Liechtenstein, starb schon 1762. Franz erhielt später ebenfalls eine Anstellung als Maler beim Fürsten Liechtenstein und spezialisierte sich schon bald auf die Darstellung von Pflanzen. Seine Brüder Joseph Anton und Ferdinand Lukas waren ebenfalls botanische Illustratoren.
1788 ging Bauer nach England, wo er durch Vermittlung von Joseph Banks eine feste Anstellung als Maler und Zeichner an den Royal Botanic Gardens in Kew bekam. Das Gehalt der Stelle war ausreichend bemessen, so dass Bauer finanziell abgesichert war und außer den botanischen Zeichnungen keine weiteren Aufträge annehmen musste.
Er wurde bald für seine detaillierten Darstellungen bekannt und berühmt. Für kurze Zeit gab er am englischen Hof Zeichenunterricht; so kolorierten etwa Prinzessin Elisabeth und Königin Charlotte unter seiner Anleitung einige seiner Zeichnungen.
Für besonders kleine Strukturen benutzte er ein Mikroskop und vertiefte sich auch in das Studium und die Darstellung von Pflanzenkrankheiten. Ab 1816 arbeitete Bauer mit Everard Home zusammen, der anatomische Strukturen verschiedener Tiere und des menschlichen Körpers untersuchte.
Bauer starb 1840 in Kew, nach seinem Tod wurden zahlreiche Originale seiner Zeichnungen sowie auch seines schon früher verstorbenen Bruders versteigert.

## Ehrungen
Am 8. Februar 1821 wurde Bauer als Mitglied („Fellow“) in die Royal Society gewählt. 1822 hielt er die Croonian Lecture.
Zu Ehren Bauers wurden einige Pflanzenarten benannt, etwa Coelia baueriana, Galeandra baueri und Oncidium baueri.

## Werke
- Delineations of Exotick Plants cultivated in the Royal Garden at Kew. Drawn and coloured and the Botanical characters displayed according to the Linnean System by Francis Bauer. Herausgegeben von William Aiton, Vorwort von Joseph Banks. 1796–83
- The Genera and Species of Orchidaceous Plants, illustrated by drawings on stone from the sketches of Francis Bauer, von John Lindley. 1830–1838.
- Genera filicum; or Illustrations of the ferns, and other allied genera; from the original coloured drawings of the late Francis Bauer; with additions and descriptive letterpress, von William Jackson Hooker. 1842.